# Bataille de Panormus (254 av. J.-C.)
Pour les articles homonymes, voir Bataille de Palerme.
Première guerre punique
Batailles
- Messine
- Agrigente
- Îles Lipari
- Pointe d'Italie
- Mylae
- Sulci
- Tyndaris
- Cap Ecnome
- Adys
- Tunis
- 1re Panormus
- 2e Panormus
- Lilybée
- Drépane
- Phintias
- Drépane
- Mont Héricté
- 1re Mont Eryx
- 2e Mont Eryx
- Îles Égades

La première bataille de Panormus également appelé premier siège de Panormus fut livrée dans le cadre de la première guerre punique en 254 av. J.-C. entre les légions de la République romaine et les Carthaginois. Elle se termina par la victoire des Romains.

## Siège
Durant la onzième année de la première guerre punique, les consuls formèrent le premier siège de Panormus en Sicile.
Ils s'emparèrent du port et sommèrent les habitants de se rendre après leur avoir renvoyé leurs émissaires.
Les Romains environnèrent la place de fossés et de retranchements. L'attaque fut poussée avec ardeur et les troupes Romaines entrèrent dans la ville par une brèche qui leur permit de s'emparer de la ville extérieure, la ville neuve. La vieille ville ne tint ensuite pas longtemps.

« [Les Romains] pénétrèrent dans le port, amarrèrent leurs navires près des murailles et, après avoir débarqué l'armée, fermèrent la ville par une palissade et un fossé. Comme cette région était boisée presque jusqu'aux portes de la ville, ils construisirent une palissade précédée d'un fossé qui s'étendait d'une mer à l'autre. Alors les Romains, par des assauts continus et à l'aide de machines de guerre, démolirent les murs et, s'emparant de la ville extérieure, tuèrent plusieurs de leurs ennemis ; les autres s'enfuirent dans la vieille ville et envoyèrent des ambassadeurs aux consuls, demandèrent qu'on épargnât leurs personnes soient épargnées »

Les citoyens furent obligés de racheter leur liberté pour 2 mines par personne.